# Nádor Jenő (könyvtáros)
Nádor Jenő (eredeti neve: Neumann) (Szarvas, 1889. október 9. – Szarvas, 1975. január 30.) pedagógus, igazgató és könyvtáros. A korábban a Vajda Péter Evangélikus Gimnázium tulajdonában lévő, de jelenleg a szarvasi Városi Könyvtárhoz tartozó könyvgyűjtemény katalógusának létrehozója. Ez a címjegyzék 20 szakrendbe sorolja a könyveket, az egyes szakrendeken belül pedig betűrendben közli a szerzőket, illetve a műveket. A tartalomjegyzék, a név- és a tárgymutató alapján válik áttekinthetővé az állomány.

## Életpályája
Pedagógus család gyermeke, édesapja, id. Neumann Jenő a szarvasi Vajda Péter Evangélikus Gimnázium tanára volt. Itt végezte a gimnáziumot és 1907-ben érettségizett. A Pázmány Péter Tudományegyetemen történelem–földrajz szakos tanári oklevelet szerzett. Követve édesapja példáját, 1912-től helyettes tanár, majd 1913-tól rendes tanárként dolgozott a Vajda Péter Evangélikus Gimnáziumban. 1926-ban készítette el az iskola könyvtárának – nyomtatásban is megjelenő – címjegyzékét. Később, 1939-től 1948-ig igazgatója lett az intézménynek. Szaktárgyai mellett vallástant, magyart, természetrajzot, testnevelést, ógörögöt és filozófiát is tanított.
A Vajda Péter Gimnázium, Szakközépiskola és Kollégium 2002-es Emlékkönyvében dr. Bogár Imre ekként emlékezik vissza az óráira: „Pontos tudást kívánt, nagy fegyelmet tartott. Óráin mindenkinek figyelnie kellett, az izgalomtól nem is hagyhatott alább a figyelem. Volt, amikor háromszor is feleltünk egy órán. Vagy az új anyagot kívánta tőlünk szóról szóra vagy összefoglaltunk. Nagyon sokat ismételtünk, s akkor is szöveghűséget kívánt, ami nagyobb egységek ismétlésénél nem kis feladatot jelentett. Ezt a tantárgyat senki sem vehette félkézről, de örültek is az egyetemeken a szarvasi diákoknak. A hazaszeretet, a történelmi hagyományok őrzése, a pontos eseményismeret ezen órák gyümölcse lett nálunk.”
A szarvasi Ótemetőben, a Tessedik-sírkertben nyugszik.